# Tallah
 (mai 2022).
La mise en forme du texte ne suit pas les recommandations de Wikipédia : il faut le « wikifier ».
Les points d'amélioration suivants sont les cas les plus fréquents. Le détail des points à revoir est peut-être précisé sur la page de discussion.
- Les titres sont pré-formatés par le logiciel. Ils ne sont ni en capitales, ni en gras.
- Le texte ne doit pas être écrit en capitales (les noms de famille non plus), ni en gras, ni en italique, ni en « petit »…
- Le gras n'est utilisé que pour surligner le titre de l'article dans l'introduction, une seule fois.
- L'italique est rarement utilisé : mots en langue étrangère, titres d'œuvres, noms de bateaux, etc.
- Les citations ne sont pas en italique mais en corps de texte normal. Elles sont entourées par des guillemets français : « et ».
- Les listes à puces sont à éviter, des paragraphes rédigés étant largement préférés. Les tableaux sont à réserver à la présentation de données structurées (résultats, etc.).
- Les appels de note de bas de page (petits chiffres en exposant, introduits par l'outil «  Source ») sont à placer entre la fin de phrase et le point final[comme ça].
- Les liens internes (vers d'autres articles de Wikipédia) sont à choisir avec parcimonie. Créez des liens vers des articles approfondissant le sujet. Les termes génériques sans rapport avec le sujet sont à éviter, ainsi que les répétitions de liens vers un même terme.
- Les liens externes sont à placer uniquement dans une section « Liens externes », à la fin de l'article. Ces liens sont à choisir avec parcimonie suivant les règles définies. Si un lien sert de source à l'article, son insertion dans le texte est à faire par les notes de bas de page.
- La présentation des références doit suivre les conventions bibliographiques. Il est recommandé d'utiliser les modèles {{Ouvrage}}, {{Chapitre}}, {{Article}}, {{Lien web}} et/ou {{Bibliographie}}. Le mode d'édition visuel peut mettre en forme automatiquement les références.
- Insérer une infobox (cadre d'informations à droite) n'est pas obligatoire pour parachever la mise en page.

Pour une aide détaillée, merci de consulter Aide:Wikification.
Si vous pensez que ces points ont été résolus, vous pouvez retirer ce bandeau et améliorer la mise en forme d'un autre article.
Pour l’article homonyme, voir Esther Tallah.
Tallah est un groupe de nu metal de Pennsylvanie. Ils sont actuellement signés chez Earache Records.

## Biographie
Fondé en 2017, Tallah a été créé par le batteur Max Portnoy. le guitariste Derrick Schneider et le bassiste Andrew Cooper l'ont tous deux rejoint, après qu'il leur ai demandé. Ils ont ensuite recruté 2 guitaristes rythmique: AJ Wisniewski et Nick Malfara et ont auditionné plusieurs chanteurs/euses, mais sans réel succès car ce n'était pas ce que Max recherchait.
Portnoy connaissait le chanteur Justin Bonitz via ses chaines YouTube Hungry Lights et Hungry Covers, alors il demanda à son père Mike Portnoy, de contacter Justin afin de le recruter dans le groupe, ce qu'il fit et Bonitz rejoigna le groupe le 1er janvier 2018.
Fin 2017, le groupe avait déjà enregistré un maquette instrumentale pour leur EP No One Should Read This et en une semaine, Justin avait déjà écrit les paroles ainsi qu'enregistré ses voix pour chaque morceau. Leur premier concert était le 7 janvier 2018, au St Vitus Bar de Brooklyn, à New York, à ce moment le groupe est alors composé de six membres, dont 3 guitaristes.
Lors de leur première tournée, en mai 2018, le groupe a sorti un clip pour leur premier single, "Placenta". L'un des trois guitaristes est parti, ils ont alors continué à cinq. En juin 2018, AJ quitte le groupe et sera remplacé par Eric Novroski comme nouveau guitariste rythmique. En août 2018, ils sortent un clip pour leur chanson « Cottonmouth » et leur EP, No One Should Read This . Le 25 avril 2019, le groupe annonce avoir signé avec Earache Records . Le 18 juillet 2019, le groupe joue un concert au Lizard Lounge à Lancaster, en Pennsylvanie, au cours duquel un Bonitz endiablé a grimpé au plafond de la salle. Un agent de sécurité lui a dit de descendre, ce qui a conduit le chanteur à donner des coups de poing et de pied au garde. Il affirme qu'il ne savait pas que la personne était un agent de sécurité et qu'ils l'ont d'abord violemment attrapé alors qu'il était encore suspendu à une poutre en I. Il a ensuite été arrêté avant d'être libéré sous caution. Le groupe sort  un clip pour la chanson "Red Light" le 21 janvier 2020 et a annonce qu'ils entrent en studio avec Josh Schroeder. En octobre 2019, le groupe se sépare d'Eric, et en janvier 2020, ils vont en studio en tant que quatuor, avec Alizé "Mewzen" Rodriguez en tant que DJ non officiel. Le 18 février 2020, ils annoncent leur nouvel album intitulé Matriphagy . Tallah a révélé la liste des chansons de l'album et la date de sortie du 2 octobre 2020, puis a sorti le single "The Silo" le 5 juin 2020.
Tallah sort le 1er octobre 2020 une courte vidéo de concert pendant lequel ils jouent "Matriphagy" entièrement. C'est à ce moment qu'ils annoncent que Mewzen est, à partir de maintenant un membre à part entière et qu'Alex Snowden devient le nouveau guitariste rythmique.
le 1er avril 2021, ils annoncent l'EP "Talladdin" avec en premier single "Friend Like Me". Cet EP, exclusif à leur page Patreon regroupe 5 reprises de la bande original d'Aladdin.
Le 17 août 2021, ils sortent le nouveau single "Vanilla Paste" accompagné d'un clip. Sur ce morceau on retrouve les chanteurs: Grand Hood de Guerilla Warfare, AJ Channer de Fire From the Gods et Tom Barber de Chelsea Grin. Le 21 novembre, ils se séparent de leur bassiste Andrew Cooper, deuxième membre fondateur, leur vision musicale étant trop différente pour continuer ensemble.

## Membres
Membres actuels
- Justin Bonitz - chant (2018-maintenant)
- Max Portnoy - batterie, percussions (2017-maintenant)
- Derrick Schneider - Guitare principale (2017-maintenant)
- Alex Snowden - guitare rythmique (2020-maintenant)

Anciens membres
- Nick Malfara - guitare rythmique (2017-2018)
- AJ Wisniewski - guitare rythmique (2017-2018)
- Eric Novroski - guitare rythmique (2018-2019)
- Andrew Cooper - basse (2017-2021)
- Alizé "Mewzen" Rodriguez - platines, samples, clavier/synthétiseur (2020-2023)

Membres de tournée actuels
- Mark Naples - basse (2021-maintenant)
- Joel McDonald - batterie (2022-maintenant)

### Albums
- Matriphagy (2020)
- The Generation of Danger (2022)

### EPs
- No One Should Read This (2018)
- Talladdin (2021)

### Singles
- "Placenta" (2018 | EP Version)
- "Cottonmouth" (2018 | EP Version)
- "We, The Sad" (2019 | EP Version)
- "Red Light" (2019 | EP Version)
- "The Silo" (2020)
- "We, The Sad" (2020)
- "Red Light" (2020)
- "Placenta" (2020)
- "Overconfidence" (2020)
- "L.E.D." (2020)
- "No One Should Read This" (2020)
- "Gooba" (2020)
- "Overconfidence (Remixed by Teru)" (2020)
- "Friend Like Me" (2021)
- "Vanilla Paste" (2021)
- "Telescope" (2022)
- "The Impressionist" (2022)

## Index
1. ↑  Phillip Trapp, « Tallah's Ambitious "Vanilla Paste" is a Nu-Metal Journey With Multiple Guests », sur Loudwire, 27 août 2021 (consulté le 8 mars 2022)
2. ↑  (en) « Cottonmouth Music Video », YouTube, 2018 (consulté le 16 août 2018)
3. ↑  (en) « Tallah signs to Earache Records », Facebook, 2019 (consulté le 25 avril 2019)
4. ↑  (en) « Justin gets arrested », Loudwire, 2019 (consulté le 18 juillet 2019)
5. ↑  (en) « Red Light Music Video », Facebook, 2019 (consulté le 25 avril 2019)
6. ↑  (en) « Tallah Announce there new album title » [archive du 26 décembre 2021], 2020 (consulté le 18 février 2020)
7. ↑  (en) « Tallah Reveal the tracklist for matriphagy », YouTube, 2020 (consulté le 20 mai 2020)

- ISNI